# Nikolai Erastowitsch Bersarin

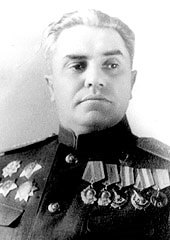
Nikolai Bersarin

Nikolai Erastowitsch Bersarin (russisch Никола́й Эра́стович Берза́рин, wissenschaftliche Transliteration Nikolaj Ėrastovič Berzarin; * 19. Märzjul. / 1. April 1904greg. in Sankt Petersburg; † 16. Juni 1945 in Berlin) war als sowjetischer Generaloberst 1945 der erste sowjetische Stadtkommandant von Berlin.
Nikolai Bersarin war von 1975 bis 1992 und ist seit 2003 wieder Ehrenbürger Berlins.

## Familie
Bersarin wurde als Sohn eines Schlossers († 1917) und einer Näherin († 1918) geboren. Er hatte einen Bruder und drei Schwestern. 1925 heiratete er die Sparkassenangestellte Natalja Prosinjuk, mit der er zwei Kinder hatte: Larissa (* 1926) und Irina (* 1938). Natalja war seit der Geburt der Töchter Hausfrau.

## Ausbildung, politischer Werdegang und militärische Karriere
Anstelle einer regulären Schule konnte Nikolai Bersarin lediglich drei Jahre lang Abendkurse einer Sankt Petersburger Bildungseinrichtung besuchen. Als Zehnjähriger begann er, in einer Druckerei auszuhelfen. Mit 14 Jahren war er Vollwaise und meldete sich unter falscher Angabe seines wahren Alters am 14. Oktober 1918 als Freiwilliger zu der gerade gegründeten Roten Arbeiter- und Bauernarmee. Dort kämpfte er ab 1921 gegen die Invasionstruppen in Archangelsk. Als Militärangehöriger nahm er an verschiedenen Einsätzen zur Abwehr sogenannter „Konterrevolutionäre“ teil, beispielsweise an der Niederschlagung des Kronstädter Matrosenaufstandes. Danach begann seine zweieinhalbjährige Ausbildung zum „Roten Kommandeur“, vergleichbar mit dem Rang eines Unteroffiziers. 1923 ließ er sich nach Sibirien versetzen und diente in Blagoweschtschensk als Führer einer Maschinengewehr-Schützengruppe und Zugführer im 5. Amur-Schützenregiment der 2. Amur-Schützendivision. In Irkutsk war er Kommandeur einer Ausbildungseinheit für Kommandeure. Aktiv beteiligte sich Bersarin am Kampf um die Ostchinesische Eisenbahn. 1933 bis 1935 diente er im Stab der Fernostarmee in Chabarowsk und Woroschilow. Von 1935 bis 1937 war er Chef des 77. Schützenregiments der 26. Schützendivision der Fernostarmee. Bis 1938 war Bersarin Chefausbilder am Stab der dortigen Amurgruppe.
Als Achtzehnjähriger wurde Bersarin Mitglied der Komsomolorganisation und 1926 nach dem Abschluss von Offizierslehrgängen der Infanterie (Wystrel) in Moskau Mitglied der Kommunistischen Partei der Sowjetunion (KPdSU).
Während des Großen Terrors wurde er 1938 beschuldigt, seine Karriere „Volksfeinden“ zu verdanken, allerdings setzten sich verschiedene KP-Mitglieder für ihn ein. Bersarin wehrte als Divisionskommandeur, und später Korpskommandeur, japanische Angriffe am Chassansee ab, wofür er mit dem Rotbannerorden, einer hohen militärischen Auszeichnung, belohnt wurde.
Nach dem Beginn des Zweiten Weltkriegs erhielt Bersarin die Ernennung zum Generalmajor und er wurde auf eigenen Wunsch am 26. Mai 1941 nach Riga, dem Baltischen Sondermilitärbezirk, versetzt. Als Kommandeur der 27. Armee kämpfte er gegen die Heeresgruppe Nord der deutschen Wehrmacht nach deren Überfall auf die Sowjetunion. Von Dezember 1941 bis Mai 1944 war er Oberkommandierender mehrerer Armeen (34., 20., 39.), und wurde bei Wjasma im März 1943 schwer verwundet, weswegen er bis August des Jahres im Lazarett lag.
1944 erhielt er den Leninorden für seine Verdienste in der Verteidigung und wurde zum Generaloberst befördert, weil er mit seiner 5. Stoßarmee in der Operation Jassy-Kischinew die deutschen Linien am Dnister durchbrach. Es folgte die Eroberung Kischinjows am 24. August 1944.
Während der Weichsel-Oder-Operation der Roten Armee zählte die 5. Stoßarmee zu den schnell vorstoßenden Einheiten, die südlich und nördlich Küstrins Anfang Februar 1945 je einen Brückenkopf bilden konnten. Am Kampf um Küstrin von Mitte bis Ende März 1945 waren Bersarins Truppen entscheidend beteiligt. Aus dem mittlerweile zusammengefassten Brückenkopf begann am 16. April 1945 der Hauptstoß zum Angriff auf Berlin, in dessen Zentrum auch Bersarins 5. Stoßarmee unter Marschall Georgi Schukow im Rahmen der 1. Belorussischen Front eingesetzt war.
Nachdem das Vorfeld von Berlin nach heftigem Widerstand überwunden worden war, kämpften Bersarins Truppen in Treptow und am Görlitzer Bahnhof (24. April); am 29. April 1945 umzingelten seine Soldaten das Gestapo-Hauptquartier in der Prinz-Albrecht-Straße.

## Berliner Stadtkommandant

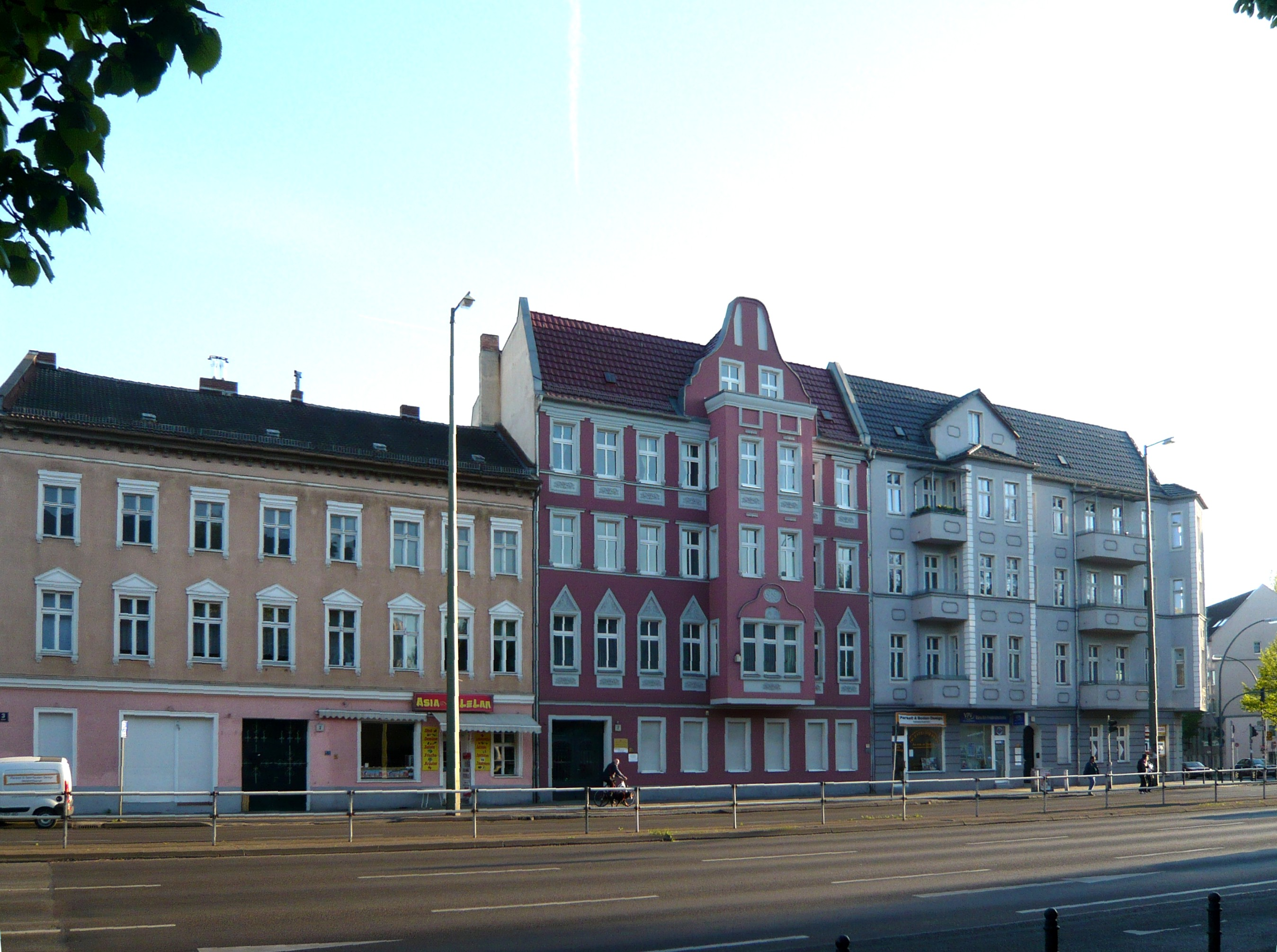
Gebäude Alt-Friedrichsfelde 1 (ganz rechts, 2011)

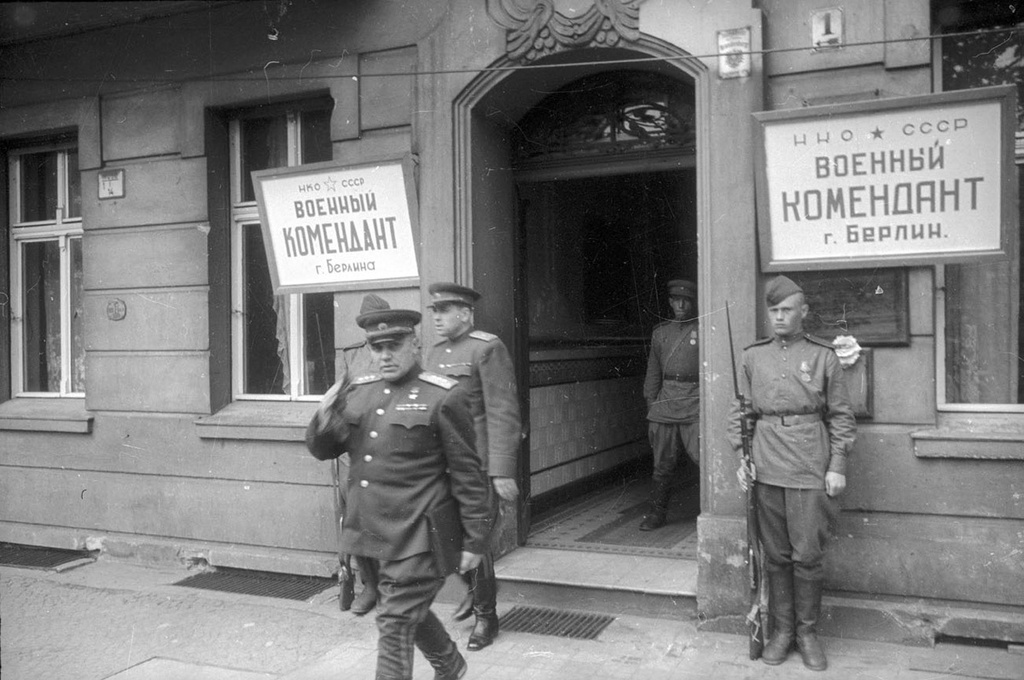
Bersarin vor der Berliner Stadtkommandantur

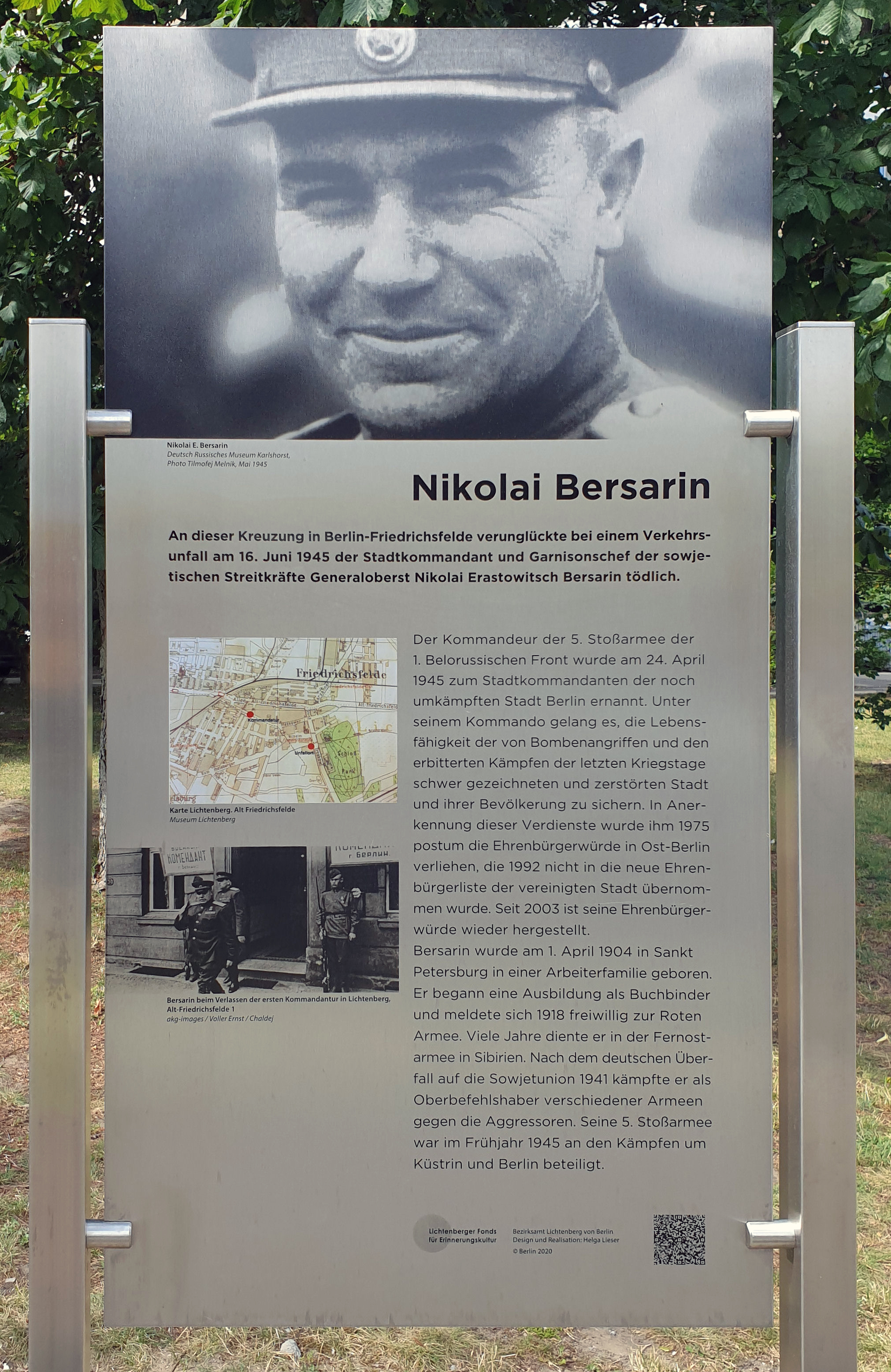
Gedenktafel Am Tierpark/Alfred-Kowalke-Straße in Berlin-Friedrichsfelde

Bersarins Stoßarmee hatte am 21. April als erster sowjetischer Verband den östlichen Berliner Stadtrand bei Marzahn erreicht. Am 28. April wurde er von Marschall Schukow zum Stadtkommandanten und Chef der Sowjetischen Garnison in Berlin ernannt. „Nach russischer Militärtradition wird der Stadtkommandant, dessen Truppen als erste die gegnerischen Stadtmauern hinter sich lassen.“ Die erste sowjetische Stadtkommandantur von Berlin hatte ihren Sitz in Berlin-Friedrichsfelde, Alt-Friedrichsfelde 1, während das Hauptquartier der sowjetischen Garnison in Berlin-Karlshorst lag. Bersarins Befehl Nummer 1 vom 28. April 1945 verlagerte die gesamte verwaltungsmäßige und politische Macht auf die Sowjetische Stadtkommandantur, die deutschen Verwaltungen in allen Berliner Bezirken waren damit abgeschafft. Der Befehl forderte Beamte, Angestellte und Arbeiter zum Verbleib an ihren Arbeitsstätten auf und zur sofortigen Wiederaufnahme aller Versorgungstätigkeiten. Die Ausgangssperre wurde von 22 bis 6 Uhr angeordnet. Angehörigen der Roten Armee untersagte Bersarin jede irreguläre Handlung.
Die Verwaltungsbildung in Berlin verlief den Umständen gemäß chaotisch, vorrangig für Bersarin waren praktische Maßnahmen wie der Aufbau einer neuen Stadtpolizei, die Wiederinbetriebnahme der Gas-, Wasser- und Elektroenergieversorgung, die Beschaffung von Lebensmitteln für die Bevölkerung und der Neubeginn des Schulbetriebs. Er handelte fachorientiert und pragmatisch – Arthur Werner, „Prototyp eines Großbürgers alter Schule [...] wurde der erste Bürgermeister von Groß-Berlin nach der Kapitulation. [...] Am 10. Mai versammelte Bersarin zum ersten und einzigen Mal alle bis dahin eingesetzten Bezirksbürgermeister in Friedrichsfelde und verpflichtete sie mit Handschlag zur Ausübung ihrer Funktionen. [...] Am 12. Mai 1945 rief General Bersarin die ihm bis dahin vorgeschlagenen Mitglieder des neuen Magistrats zusammen und setzte sie in ihre Ämter ein.“
Am 25. Mai 1945 ordnete Bersarin das Auspumpen der S- und U-Bahnschächte an, die in der Folge der Tunnelsprengung unter dem Landwehrkanal geflutet worden waren. Die Reichsbahn mit der Siemens-Bauunion regelte Arbeit und Beschaffung der Pumpen, die Rote Armee brachte den Treibstoff ein: „Maschinen, Oel und Benzin und anderes notwendige Material werden in genügendem Maße zur Verfügung gestellt.“ Der Nord-Süd-Tunnel war erst im Februar 1946 wieder trockengelegt.
Der Befehl Nr. 8 vom 30. Mai 1945 enthielt präzise Weisungen zur Instandsetzung von Strom-, Wasser- und Gasversorgung, Kanalisation und U-Bahnverkehr.
Der Stadtkommandant bemühte sich auch um eine Wiederbelebung des kulturellen Lebens in Berlin: Noch im Juni 1945 „wurde Ernst Legal von Bersarin zum Generalintendanten ernannt. Er und Paul Wegener hatten sich zusammengetan und arrangierte(n) in Karlshorst eine Besprechung mit Bersarin, wohin sie mit einem LKW gefahren und wo sie mit einem Frühstück bewirtet wurden.“
Am 16. Juni 1945 starb Bersarin bei einem Verkehrsunfall, als sein Motorrad in der Nähe seines Hauptquartiers in Berlin-Friedrichsfelde (Schloßstraße/Ecke Wilhelmstraße, heute: Am Tierpark/Ecke Alfred-Kowalke-Straße) mit einem Lkw aus einem vorbeiziehenden sowjetischen Konvoi kollidierte. Bestattet ist er auf dem Nowodewitschi-Friedhof in Moskau.

## Ehrenbürger Berlins
Im Jahr 1975 bekam Bersarin postum die Ehrenbürgerschaft Ost-Berlins verliehen. Nach der deutschen Wiedervereinigung wurde er 1992 bei der Zusammenführung der Ehrenbürgerlisten Ost- und West-Berlins nicht übernommen. Am 11. Februar 2003 nahm ihn der Berliner Senat wieder in die Liste auf und begründete dies mit den Verdiensten Bersarins beim Wiederaufbau Berlins.
Sowohl die Aberkennung als auch die Wiederzuerkennung der Ehrenbürgerschaft wurden von heftigen politischen Debatten begleitet. Bersarin wurde dabei von einem Abgeordneten des Berliner Abgeordnetenhauses vorgeworfen, 1941 als Oberkommandierender der Roten Armee im Baltikum für die Deportation Zehntausender Letten verantwortlich gewesen zu sein,  Gegner der Ehrung Bersarins sahen seinen Einsatz für die Wiederbelebung Berlins als reine Pflichterfüllung an und bewerteten seine Beteiligung am Stalin-Regime als verwerflich.

## Weitere Ehrungen in Berlin

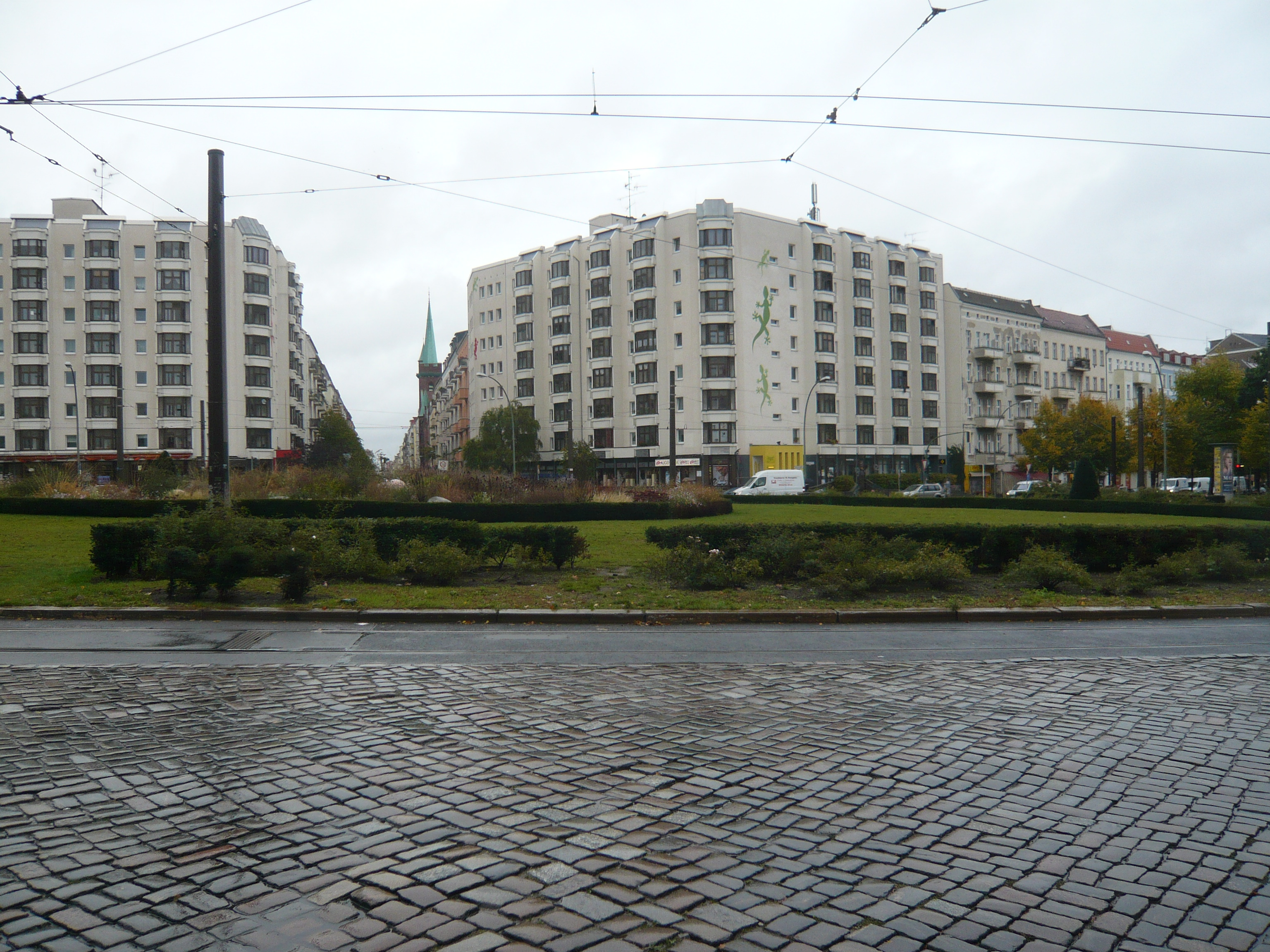
Bersarinplatz in Berlin-Friedrichshain (2009)

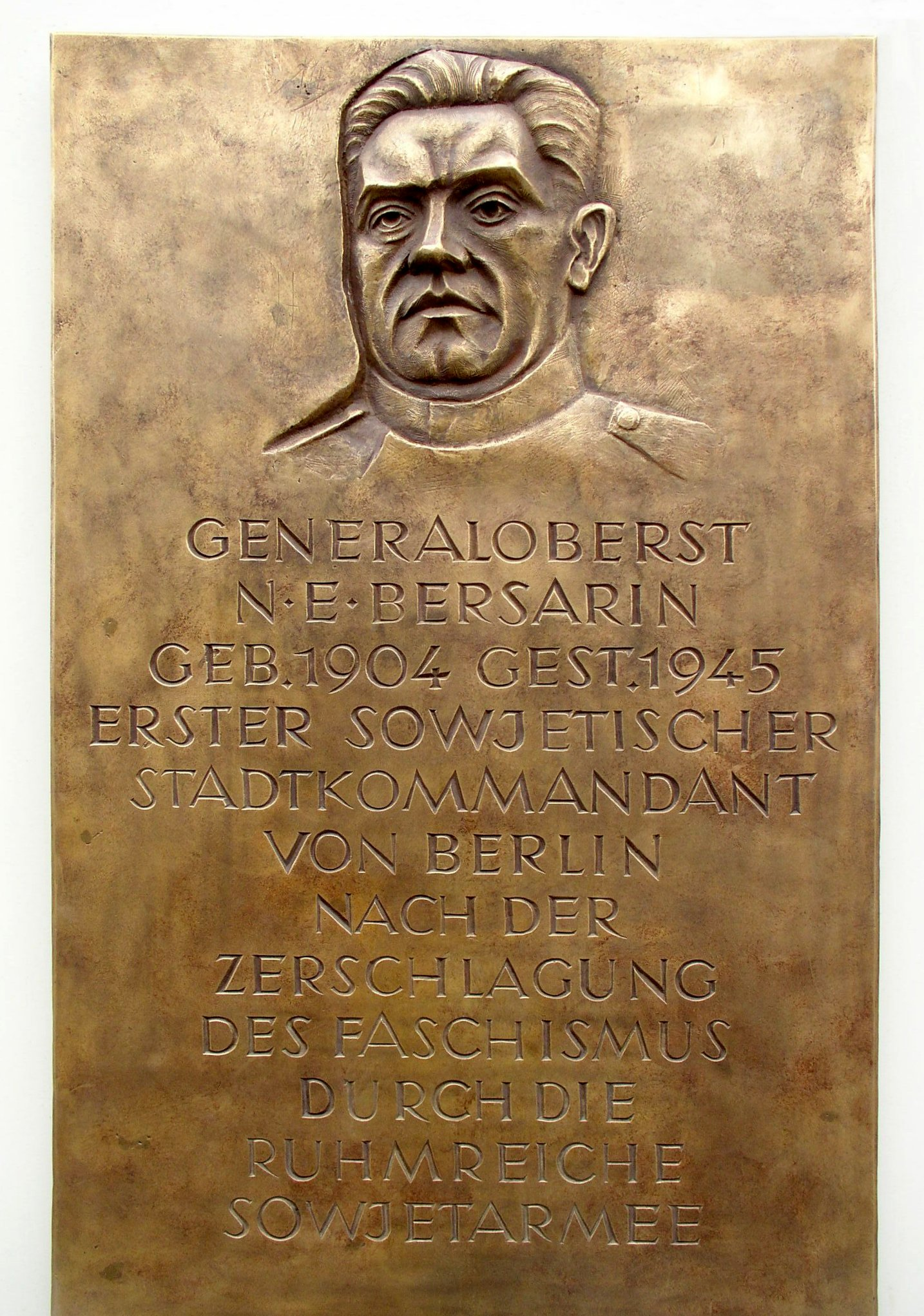
Gedenktafel am Bersarinplatz

Bersarin zu Ehren heißt der frühere Baltenplatz in Berlin-Friedrichshain seit 1947 Bersarinplatz. Von 1947 bis 1991 trug die Petersburger Straße den Namen Bersarinstraße. Seit April 2005 führt eine Straßenbrücke in Berlin-Marzahn den Namen Nikolai-E.-Bersarin-Brücke. Sie liegt an der Stelle, an der 1945 die ersten sowjetischen Soldaten von Bersarins Armee die Stadtgrenze Berlins erreichten.
An dem Wohnhaus, in dem die erste Stadtkommandantur untergebracht war, würdigte seit der Zeit der DDR bis 2005 diese Wirkungsstätte Bersarins eine Gedenktafel, die dann an der Ecke zur Rosenfelder Straße in das Gehwegpflaster eingelassen wurde.

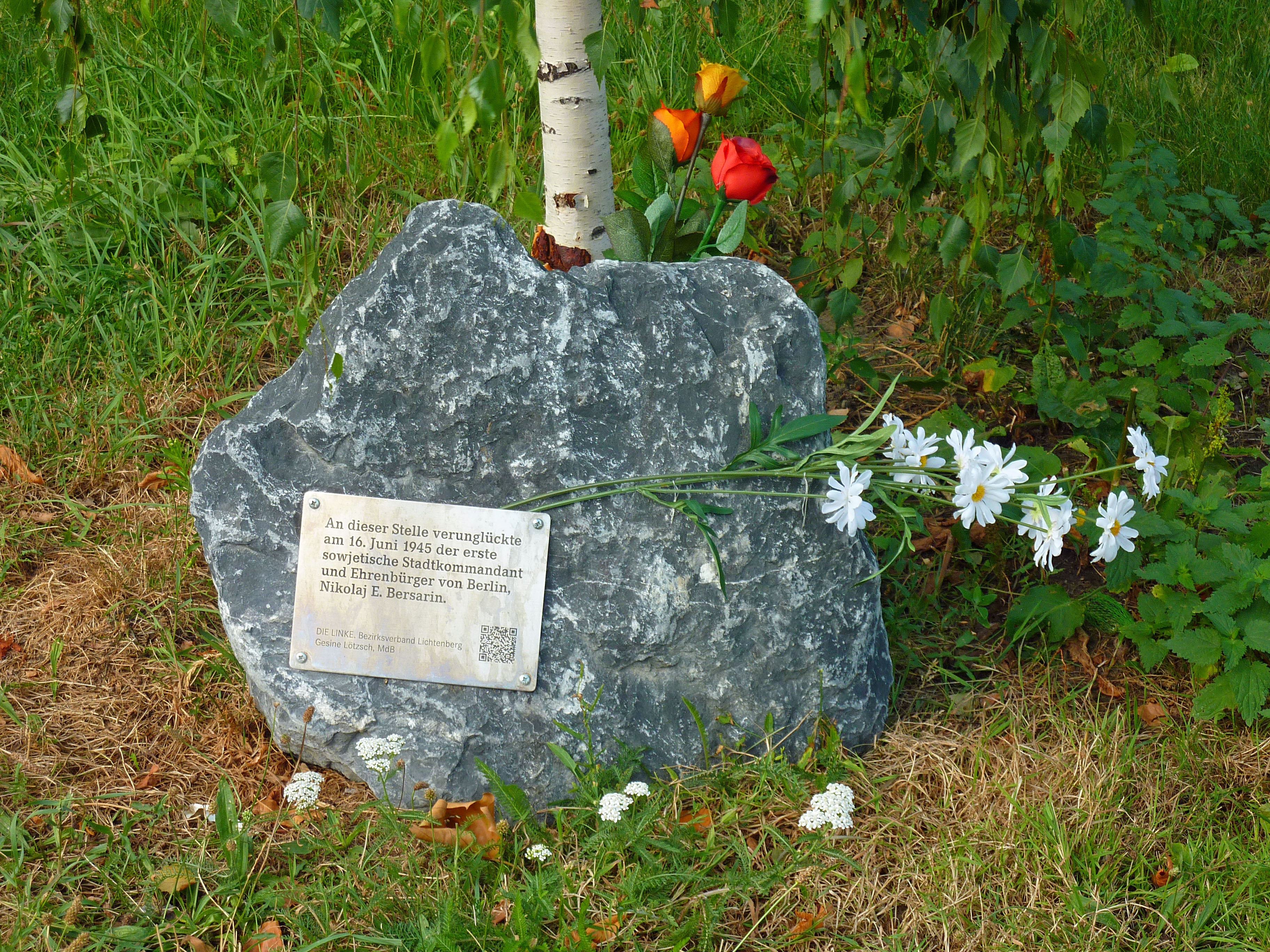
Gedenkstein in Berlin-Friedrichsfelde

Zum 60. Todestag am 16. Juni 2005 wurde am Ort des Unfalls (Kreuzung Alfred-Kowalke-Straße/Am Tierpark) eine Birke zum Andenken für den Verunglückten gepflanzt. Seit 2013 erinnert dort auch ein Gedenkstein an ihn. Die offizielle Einweihung des Steins erfolgte am 24. Juni 2013. Gestiftet wurden Stein und Tafel von der Bundestagsabgeordneten Gesine Lötzsch sowie vom Bezirksverband Die Linke Lichtenberg. Seit dem 16. Juni 2020 erinnert am Ort des Unfalls auch eine Gedenktafel an Nikolai Bersarin.
Der Verein „Berliner Freunde der Völker Russlands“ hat eine „Interessengemeinschaft N. E. Bersarin“ gegründet, die sich seit Bersarins Wiederaufnahme in die Berliner Ehrenbürgerliste für seine dauerhafte und gebührende Würdigung einsetzt. Die „IG Bersarin“ strebt einen ständigen Platz für ihn im Museum Berlin-Karlshorst an, dessen Gebäude als Sitz der Sowjetischen Militäradministration in Deutschland gedient hatte.
Zum 75. Todestag Bersarins forderte der Historiker Götz Aly im Namen der Interessengemeinschaft, in Berlin ein Denkmal für ihn zu errichten:

„Die Erinnerung an Nikolai Bersarin schließt mindestens zehn Millionen gefallene Rotarmisten ein, ebenso mehr als 14 Millionen sowjetische Zivilisten, die infolge des mörderischen Angriffskrieges umkamen. Wehrlos, aller Lebensmittel beraubt, aus ihren in Brand gesetzten Wohnstätten fliehend verhungerten und erfroren viele Millionen Männer, Frauen und Kinder. Hunderttausende wurde am Wegesrand einzeln oder in Gruppen, manchmal zu Tausenden erschossen, weil sie Juden waren, Kommunisten, Geisteskranke, Soldaten mit asiatischem Aussehen, Verdächtige, sowjetische Kommissare.“

## Persönlichkeit
„Eine Woche nach der Kapitulation gab der Stadtkommandant von Berlin, General Bersarin, dem sowjetischen Wochenschaureporter Karmen ein Interview. (Karmen arbeitete auch für United Press). [...] ‚Seine Haare sind grau, aber das Gesicht ist jung, die Augen blicken fröhlich drein‘, schrieb Karmen. Bersarin sagte dem Reporter: ‚Ich versichere Ihnen, daß Kämpfen wesentlich leichter ist als die Verwaltung einer so großen Stadt.‘“ Bersarin nennt zwei Millionen Einwohner Berlins, zu 70 Prozent Frauen, Kinder, Invaliden und Rentner. Zwei Wochen später waren bereits über 300.000 Menschen neu in die Stadt gekommen.
Bersarin fand auch lobende Worte für die Bevölkerung, die „sich mit großem Eifer an die Durchführung aller beabsichtigten Arbeiten (mache) [...] Alle meine Befehle werden sehr tatkräftig ausgeführt [...] Es scheint mir, daß die Deutschen vom Hitlerregime so sehr gequält worden sind, daß sie so erschöpft sind durch den langen Krieg, daß sie völlig aufrichtig sind in ihrem Wunsch, uns zu helfen.“ Der Autor Erich Kuby kommentiert: „Die Berliner machten es ihm leicht, sich dem Irrglauben hinzugeben, sie befänden sich in Übereinstimmung mit ihm.“ Dem 41-Jährigen, der nach 50 Tagen im Amt tödlich verunglückte, blieben die bald danach einsetzenden politischen Spannungen erspart.